# 艾倫山

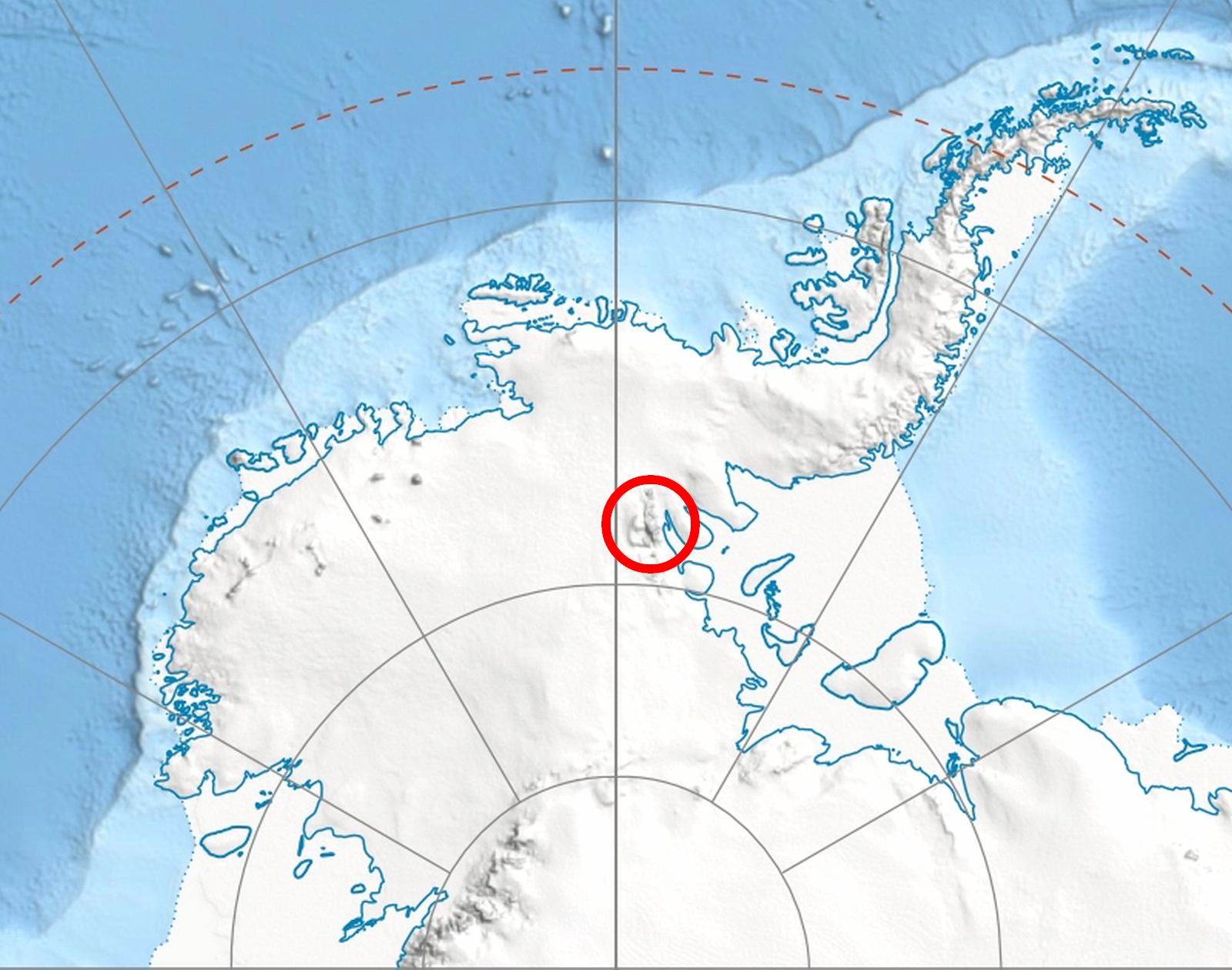

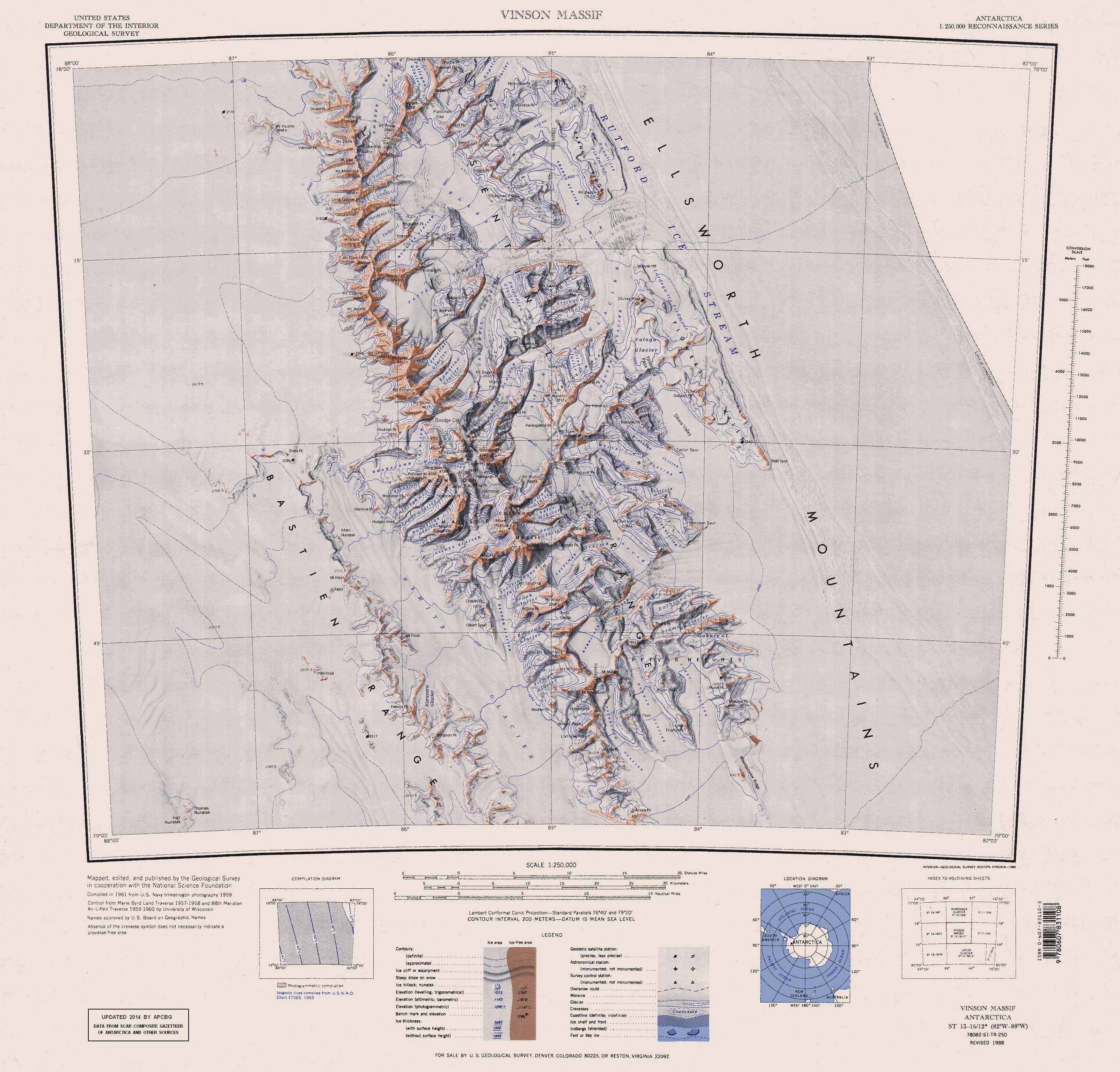

艾倫山（英語：Mount Allen）是南極洲的山峰，位於埃爾斯沃思地，屬於埃爾斯沃思山脈中森蒂納爾嶺的一部分，處於克雷杜克山東南面5.2英里，海拔高度3,430米，美國地質調查局根據測量和該國海軍的空中照片繪入地圖。

## 外部連結
- SCAR Composite Antarctic Gazetteer（页面存档备份，存于）.

78°41′46″S 85°01′10″W / 78.69611°S 85.01944°W